# 마이크 드롭

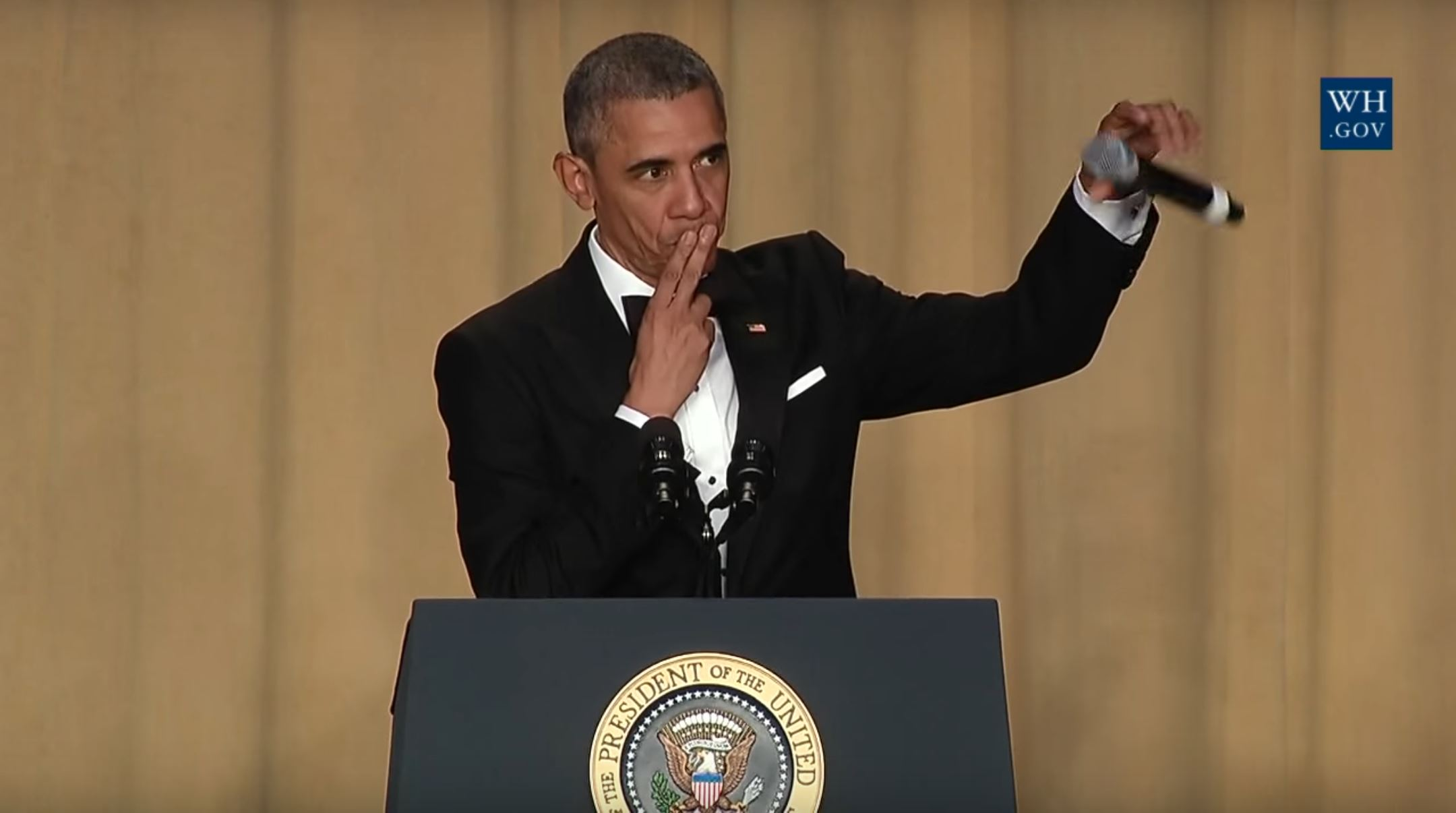
2016년 백악관 출입기자 연례 만찬에서 마이크 드롭을 하는 버락 오바마 전직 미국 대통령.

마이크 드롭(영어: Mic Drop)은 공연이나 발언이 끝난 후 의도적으로 마이크로폰을 떨어트려 대결에서의 승리나 행사가 성공적으로 이뤄졌음을 비유적으로 표현하는 제스처이다. 1980년대에 래퍼와 코메디언이 주로 이 자세를 선보였다. 1983년 에디 머피가 자신의 스탠드 업 쇼 Delirious에서 보여준 마이크 드롭은 초창기 모습 중 하나이다.
이후 시간이 흘러 마이크 드롭은 2012년부터 대대적인 인기를 구가하고 있다. 2012년 전직 미국 대통령 버락 오바마가 《레이트 나이트 위드 지미 팰런》에서 보여준 마이크 드롭은 인터넷 상에서 밈이 되었다. 2016년 4월 30일, 오바마 대통령은 백악관 출입기자 연례 만찬에서 연설을 "Obama Out"으로 끝맺음 한 후 마이크 드롭하는 모습을 다시 한 번 선보였다.
2016년 4월 1일, 구글은 만우절 기념으로 지메일에 "마이크 드롭" 기능을 도입했다. 사용자가 답장을 보낼 때 마이크 드롭을 하는 미니언 캐릭터 GIF 파일을 동봉해 보내면, 이후 그 메일 수신자에게서 오는 답장을 일체 볼 수 없게 된다. 해당 기능은 몇몇 사용자들로부터 컴플레인을 받은 이후 삭제되었다. 우연히 이 기능을 사용했다가 결국 일자리까지 잃었다는 사람들의 사례들까지 보도되었다.
2017년 9월, 방탄소년단이 MIC Drop이라는 노래를 발매하였고, 마지막에 멤버 슈가가 마이크를 떨어뜨리는 안무를 해 큰 화제를 낳았다.